# Rema
 (mars 2021).
Si vous disposez d'ouvrages ou d'articles de référence ou si vous connaissez des sites web de qualité traitant du thème abordé ici, merci de compléter l'article en donnant les références utiles à sa vérifiabilité et en les liant à la section « Notes et références ».
Rem"a (hébreu : רמ"א) redirige ici. Pour le Rema"h (hébreu : רמ"ה), voir Meïr Aboulafia
Pour les articles homonymes, voir Rema (chanteur), REMA et Isserlis.
Mojżesz Isserlès (hébreu : משה בן ישראל איסרלישׂ Moshe ben Israël Isserlis), dit le Rem"a (רמ"א, également prononcé Remo ou Remou par les juifs ashkénazes) est un éminent rabbin, talmudiste, philosophe et décisionnaire polonais du XVIe siècle (Cracovie, 1520 - 11 mai 1572).
Il est principalement renommé pour ses travaux fondamentaux en Loi juive, le Darkei Moshe, commentaire sur l’Arbaa Tourim et surtout Hamappa (litt. « La nappe »), commentaire critique du Choulhan Aroukh dans lequel il indique les coutumes ashkénazes. C'est grâce à la Mappa que le Choulhan Aroukh a atteint son statut de référence quasi-universelle pour la Loi juive.

## Éléments biographiques
Mojżesz ben Izrael (devenu en polonais Isserles) naît à Cracovie. Son père, Yisroel « Isserl » Auerbach, est un talmudiste riche et éminent et il semble ressortir des épithètes de katzin et parnass par lesquels son fils le décrit, qu'il a dirigé la communauté locale. Son grand-père, Yehiel Louria, est le premier rabbin de Brisk.
Il étudie d'abord à Cracovie, puis à la yeshiva de Shalom Shekhna, rabbin de Lublin, aux côtés de son cousin Salomon Louria et de Hayim ben Betzalel (frère aîné du Maharal de Prague). S'il se disputera fréquemment avec ce dernier, il entretiendra d'excellentes relations avec le premier. Cependant, si tous deux aspirent à approfondir la compréhension du Talmud et accordent une grande importance aux coutumes locales (quand bien même elles contrediraient la Loi établie), ils divergent fortement au sujet de la philosophie, le Rem"a s'en faisant le chaleureux défenseur face au Maharshal. Il démontre également une importante culture générale, en particulier en astronomie et en histoire, et une connaissance approfondie de la Kabbale.
Après avoir épousé la fille du Rav Shekhna, le Rem"a retourne à Cracovie vers 1550, où il fonde sa propre yeshiva et entretient ses étudiants de ses propres deniers. Il est déjà une autorité renommée, consulté entre autres par son vieux parent, le Rav Meïr Katzenellenbogen de Padoue, pour faire interdire l'impression illégale du Mishne Torah en Pologne, qui lui cause un grand tort financier. Il correspond aussi avec d'autres figures importantes, dont Joseph Caro, qui lui répond avec de grands égards. À la mort de sa femme, il transforme la maison que son père avait fait construire pour eux en lieu de culte à sa mémoire et en fait don à la communauté. La synagogue Rem"a, comme elle sera connue ultérieurement, survivra à l'occupation nazie de la Pologne et est le seul lieu de prières juif actuellement en fonction à Cracovie. 
Le Rem"a épousera plus tard la sœur de Yosseph ben Mordekhaï Guershon HaCohen.

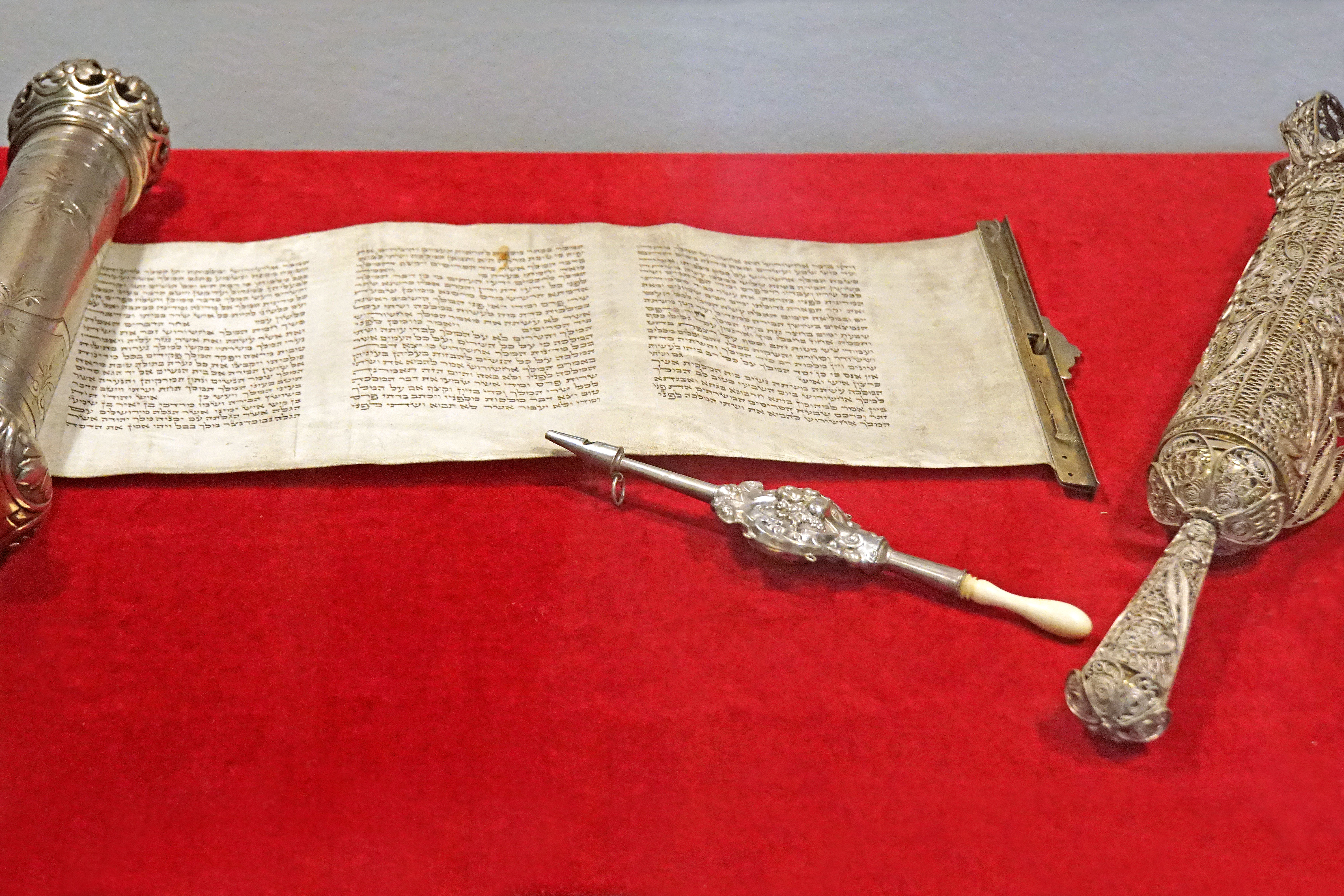
Livre d'Esther à la synagogue Remah de Kazimierz, district de Cracovie

Il est ordonné rabbin en 1553 et nommé comme l'un des trois juges rabbiniques formant le beit din (tribunal rabbinique) de Cracovie. En 1556, il quitte la ville, ravagée par la peste, et s'établit à Szydlowiec. 
Le Rem"a joue un rôle éminent dans le Conseil des Quatre Terres, établi à cette époque ; lorsqu'une querelle éclate entre rabbins, il émet un herem (anathème) envers ceux qui veulent poursuivre l'agitation sans attendre la décision du Conseil, rendue à la foire de Lublin.
Étant l'un des principaux promoteurs des études rabbiniques en Pologne, qui deviendra rapidement le pôle principal du judaïsme ashkénaze ainsi qu'une autorité en Kabbale et philosophie, le Rem"a devient l'une des figures les plus vénérées par la communauté juive polonaise. En 1903, l'anniversaire de sa mort est encore l'occasion de pèlerinages massifs sur sa tombe, dans la cour de la synagogue Rem"a. Elle porte en épitaphe : « de Moïse (Maïmonide) à Moïse (Isserlès), il n'y en a eu aucun comme Moïse ».

## Œuvres

### Codes du judaïsme ashkénaze
Le Rem"a a commencé son commentaire sur l’Arbaa Tourim, code de loi juive de référence, lorsque l'un de ses élèves lui montre les Beit Yossef et Choulhan Aroukh (« Table Dressée ») du grand kabbaliste séfarade Joseph Caro, qui ont valu à ce dernier les surnom de Maran (« Notre maître ») et HaMe'haber (« le Compilateur »). Après une période de dépression, il reprend son Darkei Moshe en le concevant comme une critique du Beit Yossef. Après en avoir rédigé une version abrégée de cette œuvre, il la condense davantage encore, lui donnant le titre de Mappa, la « Nappe » qui recouvre la « Table Dressée, » insuffisamment préparée. Elle se présente comme une série de notes critiques (hagahot) insérées dans le texte du code de Joseph Caro. C'est grâce à cette Nappe, souvent imprimée en caractères Rachi, que la Table Dressée devient le code de référence de l'ensemble des communautés juives (hormis certaines communautés yéménites, qui n'acceptent que le Mishne Torah de Moïse Maïmonide).
L'un des principaux reproches que le Rem"a adresse au Compilateur est d'avoir fortement négligé les décisionnaires ashkénazes ; il se fie d'ailleurs davantage à des autorités post-médiévales d'Europe Occidentale et orientale qu'à d'autres codes ; il entend baser aussi la pratique non pas sur des articles de loi mais sur les coutumes en vigueur dans les communautés ashkénazes depuis des générations, négligées par le Compilateur. Il reproduit ainsi la controverse entre les interprétations séfarade et ashkénaze de la Loi. Les Séfarades tentent en effet, sur le modèle du Talmud de Babylone, de dégager une loi pour l'ensemble des communautés juives, tandis que le judaïsme ashkénaze, avec le concours de Juifs italiens, montre l'influence du Talmud de Jérusalem qui privilégie les coutumes locales à une loi « centrale ». 
Le Rem"a déclare ainsi que « la coutume est la Loi » et qu'on ne peut agir contrairement à la coutume (pour autant qu'elle soit conforme à la raison).
 Les gloses du Rem"a peuvent aussi refléter des divergences personnelles : ainsi, là où le Compilateur écrit qu'on doit dévouer tout son temps à l'étude de la Torah et du Talmud, le correcteur répond qu'on ne doit pas négliger les sciences profanes, pour autant que cette étude ne mène pas à l'hérésie.
Il ressort souvent de la comparaison entre les décisions du Compilateur et celles du Rem"a que ce dernier se montre plus sévère (mahmir), en particulier dans les lois de l'alimentation. Il ne s'agit cependant pas d'une tendance à l'austérité, nombre de ses décisions basées sur des coutumes étant plus « libérales » que celles d'autres décisionnaires ; il écrit même, dans l'un de ses responsa, avoir privilégié une coutume libérale à une autre plus sévère car trop contraignante à ses yeux.

### Œuvres théologico-philosophiques
Le Rem"a est également l'auteur d'œuvres à caractère plus philosophique, le Me’hir Yayin, traité sur le Livre d'Esther perçu comme une allégorie de la vie humaine, et le Torat Ha'Ola, tentative d'explication philosophique de la structure du Temple, son équipement et son rite sacrificiel.
Dans la description du Temple, le Rem"a suit le Yad de Maïmonide et le Beit Habehira du Meïri, même dans les cas où Maïmonide est en conflit avec le Talmud. Selon le Rem"a, le Temple tout entier et ses dépendances, leurs formes, les dimensions et le nombre de leurs pièces trouvent leurs correspondances dans la philosophie divine ou dans la philosophie humaine : les sept parties du Temple correspondent à ce que l'on appelle les sept climats, la cour des femmes et ses quatre chambres à l'intelligence active et aux quatre règnes (minéral, végétal, animal et rationnel), qui reçoivent leur forme de l'intelligence active.
Il suit également Maïmonide sur de nombreux points philosophiques, dont la croyance en l'intellect agent et la nature des anges, qui ne sont pas des corps concrets mais des attributs créatifs (chaque pouvoir de Dieu est appelé « ange » - c'est-à-dire messager - parce qu'il sert d'intermédiaire entre la Cause première et la chose provoquée ou créée).
Il s'écarte néanmoins de Maïmonide sur de nombreux autres points, suivant Joseph Albo dans sa fixation du nombre d'articles de foi fondamentaux à trois, à savoir la croyance dans l'existence de Dieu, dans la révélation, et dans la rétribution divine. Aux six principes dérivés de Joseph Albo, le Rem"a en ajoute trois : le libre-arbitre, la tradition et l'adoration de Dieu seul. La croyance en la création du monde est à ses yeux le plus important des principes dérivés et il réfute les sept arguments que lui opposent les philosophes. Il ne considère pas toutefois qu'il est nécessaire de croire à la fin du monde, divergeant là aussi de Maïmonide.
Le Rem"a étant contemporain d'Isaac Louria et ses disciples, il ne pouvait qu'être influencé par ses vues mystiques. Bien qu'opposé à l'autorité légale de la Kabbale, il a consacré une partie de son temps à l'étudier et son Torat ha'Ola regorge d'opinions kabbalistiques. Il considère le Zohar comme révélé sur le mont Sinaï et se réjouit de constater que ses propres points de vue philosophiques y trouvent leur confirmation. Il indique avoir étudié la guematria et croit aussi qu'un homme est capable d'accomplir des miracles grâce à des combinaisons (tzeroufim) de noms sacrés. En cas de désaccord entre kabbalistes et philosophes, il suit cependant ces derniers. IL estime cependant de manière générale que l'enseignement des vrais kabbalistes est le même que celui des philosophes, la seule différence résidant dans la langue utilisée.

### Autres
- Torat hahattat, parfois appelé Issour veheter, sur les lois d'interdiction et de tolérance alimentaires. Ce traité, rédigé avant la Mappa, suit la structure du Shaarei Doura d'Isaac de Düren. Le Rem"a y ajoutera encore des notes ultérieurement. 
Un commentaire du Torat hahattat a été réalisé par Eliezer ben Yehoshoua de Shebrszyn, sous le titre de Damassek Eliezer, et un autre de Jacob Rzeszower (Reischer) sous le titre de Minhat Yaacov. Il a été sévèrement critiqué par Hayim ben Betzalel dans son Vikkouah mayim hayim et par Yom-Tov Lipman Heller dans son Torat HaAsham.
- Sheelot ouTshouvot Rem"a, un recueil de 132 responsa. Il y critique parfois Salomon Louria, Shalom Shekhna, Mordekhaï ben Hillel et d'autres.
- Hagahot au Shehitot oubedikot de Jacob Weil.